# Quibus
Quibus International AB, startat 2003, var ett företag baserat i Malmö, Sverige. Företaget arbetade med att analysera och finna motmedel mot piratkopiering av digitala produkter över Internet. Företaget hade även system för analys av trender och samband i den globala P2P-trafiken. Företaget övertogs av danska riskkapitaliser i vad media kallade en "kuppartad" konkurs. Det drivs nu under nytt namn i Köpenhamn.
Försatt i konkurs 12 juni 2007